# Трифонов, Евгений Андреевич
Евге́ний Андре́евич Три́фонов (1885, Верхнекундрюченская, область Войска Донского — 1937, Кратово, Московская область) — советский военный деятель, поэт, прозаик.

## Биография
Трифонов Евгений Андреевич родился в 1885 году на хуторе Верхне-Кундрюченский Новочеркасской станицы Области Войска Донского, дядя известного писателя Юрия Валентиновича Трифонова. Его брат, Трифонов Валентин Андреевич (1888—1938) — российский революционер, советский военный и государственный деятель, дипломат, репрессирован в 1938 году. Родители Е. Трифонова умерли, когда ему было 10 лет.
Образование Евгений Андреевич получил в церковно-приходской школе. Окончив школу, работал портовым грузчиком, рабочим на мельнице, масленщиком на товарных пароходах. С 1903 года служил казаком в 24-й Донском казачьем полку. В 1904 году вступил в ряды РСДРП(б), имел партийную кличку: «Женька Казак». В 1905 году дезертировал, принимал участие в вооруженном мятеже в Ростове-на-Дону. В феврале 1905 года был арестован и этапирован в военную тюрьму города Новочеркасска. В октябре 1905 года был арестован в типографии за печать большевистских листовок. В конце октября того же года был амнистирован. В декабре 1905 году участвовал в вооружённом восстании на Темернике, пригороде Ростова-на-Дону. В феврале 1906 года арестован и приговорен к 10 годам каторжных работ. Бежал, осуждён в Новочеркасске в 1908 г. В 1909—1914 годах был на каторге в Тобольском централе, в 1914 году переведен в Александровский централ. В 1916 году был выслан на вечное поселение в поселение, ныне город Усть-Кут, Иркутской губернии.
Вернувшись в Петроград из ссылки, Евгений Трифонов вступил в большевистскую организацию Путиловского завода, был начальником заводской рабочей милиции. В 1917 году состоял членом Нарвско-Петергофского комитета РСДРП(б), членом Главного штаба Красной гвардии Петрограда. В январе-марте 1918 года — командир сводного красногвардейского отряда, воевал против войск атамана Каледина, участвовал в захвате Ростова-на-Дону, был комендантом города. В октябре-ноябре 1918 года был начальником военного контроля штаба Южного фронта.
В октябре 1919 — мае 1920 года командовал Советской Донской казачьей дивизией. С июля 1920 по январь 1921 года — военком Донской области. С июня 1921 по февраль 1922 года — член военного совета Народно-революционной армии и заместитель главкома Народно-революционной армии Дальневосточной республики, в 1925—1927 годах воевал с басмачами в Узбекистане. В 1936 году окончил военную академию им. М. В. Фрунзе. После демобилизации работал директором Историко-революционного театра, потом работал в Центральном Осоавиахиме. В 1937 был исключён из ВКП (б) и ждал ареста.
Член Общества старых большевиков (1930—1935, членский билет № 194).
Скончался от инфаркта в 1937 году, в посёлке Кратово Московской области. Был кремирован и погребён на Донском кладбище в Москве (колумбарное захоронение в стене, отделяющей Донское кладбище от Донского монастыря, близко к угловой монастырской башне, в нижнем ярусе).

## Награды
Орден Красного Знамени (1930) — за боевые заслуги в годы гражданской войны.

## Семья
Брат Валентин (1888—1938) — военный и государственный деятель.
Жена — Ксения Карповна Налбандова.
Сын Георгий (1926—1984) — литератор (псевдоним Михаил Дёмин), эмигрировал из СССР.
Сын Андрей (1923—1941) — погиб на фронте.

## Творчество
Трифонов Евгений Андреевич печатался под псевдонимом Евгений Андреевич Бражнев. В 1922 году выходит сборник стихов «Буйный хмель». Его первый роман, «Стучит рабочая кровь», был напечатан в 1928 году. Свои произведения он также публиковал в ростовском журнале «На подъёме». После гражданской войны выпустил несколько сборников стихов, прозы и повестей. Автор романа «Калёная тропа». Роман был напечатан в 1932 году.